# Pfaffenhoffen
Pfaffenhoffen é uma ex-comuna francesa na região administrativa de Grande Leste, no departamento Baixo Reno. Estendeu-se por uma área de 3,54 km². Em 2010 a comuna tinha 5 128 habitantes (densidade: 1 448,6 hab./km²).
Em 1 de janeiro de 2016 foi fundida com as comunas de Uberach e La Walck para a criação da nova comuna de Val-de-Moder.